# Satellite Awards 2015
20. ročník udílení Satellite Awards se konal 21. února 2016. Nominace byly oznámeny dne 1. prosince 2016. Nejvíce nominací získal film Marťan, celkem 9.

## Nominace a vítězové

### Speciální ocenění
- Auter Award: Robert M. Young
- Humanitarian Award: Spike Lee
- Mary Pickford Award: Louise Fletcher
- Nikola Tesla Award: HIVE Lightning Plasma Wizards
- Objev roku: Jacob Tremblay (Room)
- Objev roku (komik): Amy Schumer
- Nejlepší obsazení: Spotlight (Brian d'Arcy James, Michael Keaton, Rachel McAdams, Mark Ruffalo, Liev Schreiber, John Slattery, Stanley Tucci)

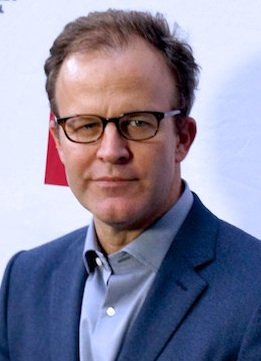
Tom McCarthy, vítěz v kategorii nejlepší režie a nejlepší původní scénář

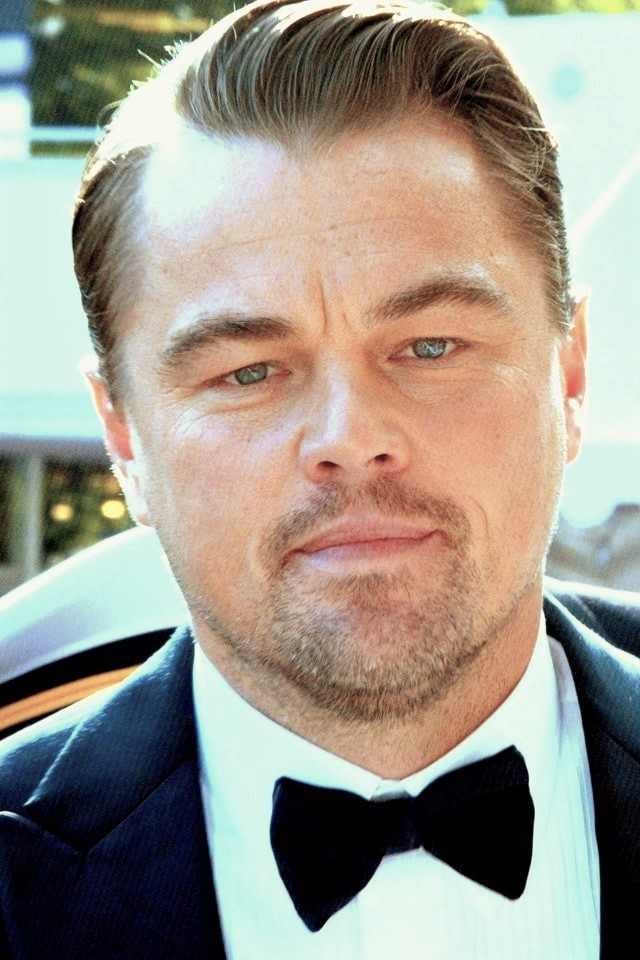
Leonardo DiCaprio, vítěz v kategorii nejlepší mužský herecký výkon v hlavní roli

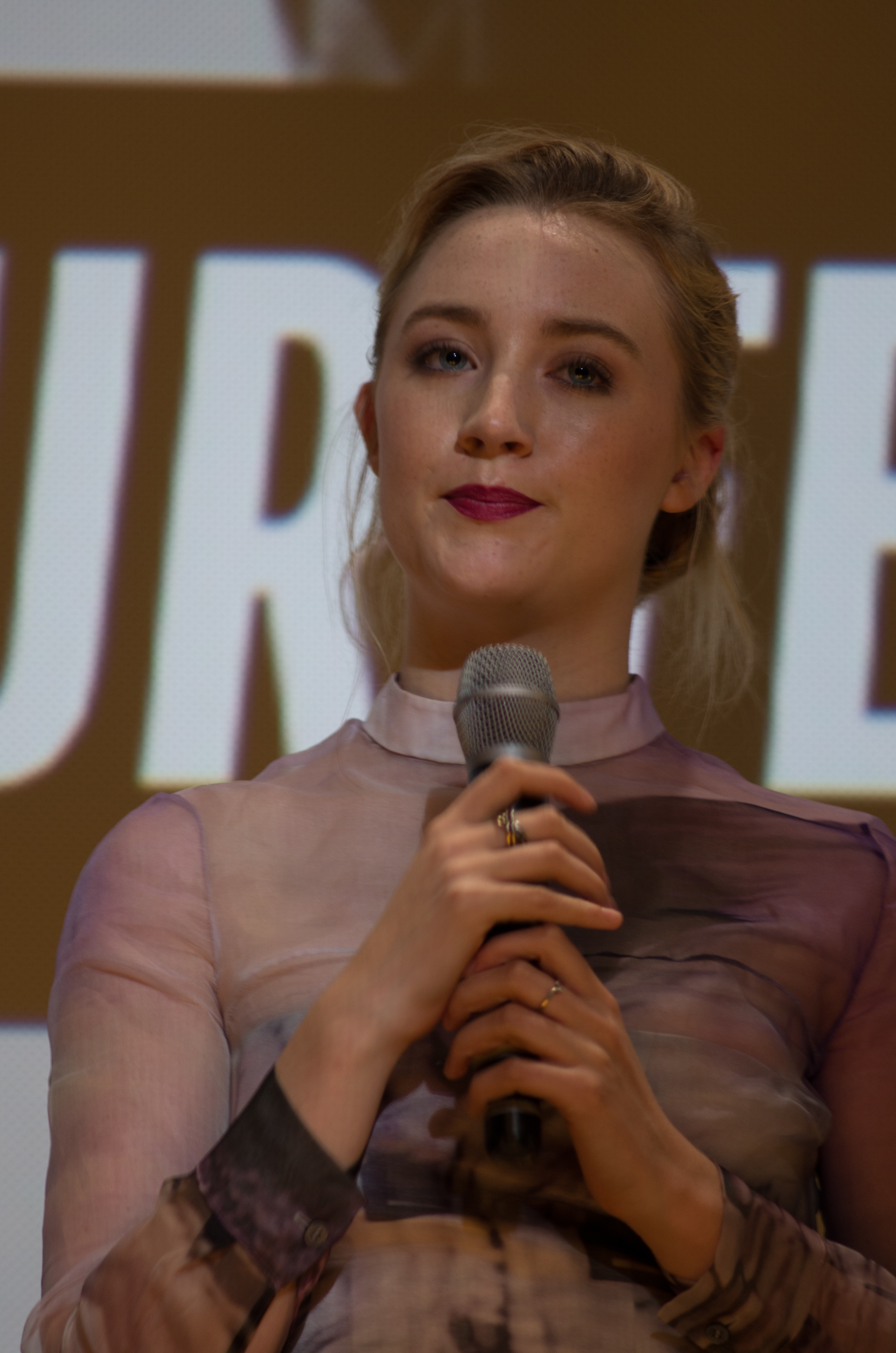
Saoirse Ronan, vítězka v kategorii nejlepší ženský herecký výkon v hlavní roli

### Film
| Nejlepší film | Nejlepší režisér |
| --- | --- |
| Spotlight - Sázka na nejistotu - Black Mass: Špinavá hra - Most špionů - Brooklyn - Carol - Marťan - Revenant Zmrtvýchvstání - Room - Sicario: Nájemný vrah | Tom McCarthy – Spotlight - Lenny Abrahamson – Room - Tom Hooper – Dánská dívka - Alejandro G. Iñárritu – Revenant Zmrtvýchvstání - Ridley Scott – Marťan - Steven Spielberg – Most špionů |
| Nejlepší herec v hlavní roli | Nejlepší herečka v hlavní roli |
| Leonardo DiCaprio – Revenant Zmrtvýchvstání - Matt Damon – Marťan - Johnny Depp – Black Mass: Špinavá hra - Michael Fassbender – Steve Jobs - Tom Hardy – Legendy zločinu - Eddie Redmayne – Dánská dívka - Will Smith – Diagnóza: Šampión                                                | Saoirse Ronan – Brooklyn - Cate Blanchett – Carol - Blythe Danner – I'll See You in My Dreams - Brie Larson – Room - Carey Mulligan – Sufražetka - Charlotte Rampling – 45 let |
| Nejlepší herec ve vedlejší roli | Nejlepší herečka ve vedlejší roli |
| Christian Bale – Sázka na nejistotu - Paul Dano – Love & Mercy - Benicio del Toro – Sicario: Nájemný vrah - Michael Keaton – Spotlight - Mark Ruffalo – Spotlight - Sylvester Stallone – Creed                                                                                            | Alicia Vikander – Dánská dívka - Elizabeth Banks – Love & Mercy - Jane Fonda – Mládí - Rooney Mara – Carol - Rachel McAdams – Spotlight - Kate Winslet – Steve Jobs |
| Nejlepší původní scénář | Nejlepší adaptovaný scénář |
| Spotlight – Tom McCarthy a Josh Singer - Most špionů – Matt Charman, Joel Coen a Ethan Coen - V hlavě – Pete Docter, Josh Cooley a Meg LeFauve - Love & Mercy – Michael Alan Lerner a Oren Moverman - Straight Outta Compton – Jonathan Herman a Andrea Berloff - Sufražetka – Abi Morgan | Steve Jobs – Aaron Sorkin - Black Mass: Špinavá hra – Jez Butterworth a Mark Mallouk - Dánská dívka – Lucinda Coxon - Marťan – Drew Goddard - Revenant Zmrtvýchvstání – Alejandro G. Iñárritu a Mark L. Smith - Room – Emma Donoghue |
| Nejlepší animovaný film | Nejlepší cizojazyčný film |
| V hlavě - Anomalisa - Hodný dinosaurus - Snoopy a Charlie Brown. Peanuts ve filmu - Prorok - Ovečka Shaun ve filmu | Saulův syn (Maďarsko) - Assassin (Tchaj-wan) - Zbrusu Nový zákon (Belgie) - Dobrou, mámo (Rakousko) - The High Sun (Chorvatsko) - V labyrintu mlčení (Německo) - Mustang (Francie) - Holub seděl na větvi a rozmýšlel o životě (Švédsko) - Kdy se máma vrátí? (Brazílie) - Sado (Jižní Korea) |
| Nejlepší dokument | Nejlepší kamera |
| Amy (remíza) The Look of Silence (remíza) - Becoming Bulletproof - Best of Enemies - Země kartelů - Going Clear: Scientology and the Prison of Belief - Dal mi jméno Malála - Lovný revír - National Lampoon: Drunk Stoned Brilliant Dead - Where to Invade Next                          | Šílený Max: Zběsilá cesta – John Seale - Most špionů – Janusz Kamiński - Marťan – Dariusz Wolski - Revenant Zmrtvýchvstání – Emmanuel Lubezki - Sicario: Nájemný vrah – Roger Deakins - Spectre – Hoyte van Hoytema |
| Nejlepší původní hudba | Nejlepší filmová píseň |
| Carol – Carter Burwell - Dánská dívka – Alexandre Desplat - V hlavě – Michael Giacchino - Marťan – Harry Gregson-Williams - Spectre – Thomas Newman - Spotlight – Howard Shore | „Til It Happens to You“ (Lady Gaga a Diane Warren) – Lovný revír - „Cold One“ (Jenny Lewis a Johnathan Rice) – Nikdy není pozdě - „Love Me like You Do“ (Max Martin, Savan Kotecha, Ilya Salmanzadeh, Ali Payami, a Tove Nilsson) – Padesát odstínů šedi - „One Kind of Love“ (Brian Wilson) – Love & Mercy - „See You Again“ (DJ Frank E, Charlie Puth, Wiz Khalifa a Andrew Cedar) – Rychle a zběsile 7 - „Writing's on the Wall“ (Sam Smith a Jimmy Napes) – Spectre |
| Nejlepší vizuální efekty | Nejlepší výprava |
| Muž na laně - Everest - Jurský svět - Šílený Max: Zběsilá cesta - Marťan - Spectre | Most špionů – Adam Stockhausen - Popelka – Dante Ferretti - Dánská dívka – Eve Stewart - Macbeth – Fiona Crombie - Šílený Max: Zběsilá cesta – Colin Gibson - Spectre– Dennis Gassner |
| Nejlepší střih | Nejlepší zvuk |
| Sicario: Nájemný vrah – Joe Walker - Most špionů – Michael Kahn - Carol – Affonso Gonçalves - Marťan – Pietro Scalia - Spectre – Lee Smith - Steve Jobs – Elliot Graha | Marťan - V hlavě - Jurský svět - Šílený Max: Zběsilá cesta - Sicario: Nájemný vrah - Spectre |
| Nejlepší kostýmy | |
| Assassin – Wen-Ying Huang - Popelka – Sandy Powell - Dánská dívka – Paco Delgado - Daleko od hlučícího davu – Janet Patterson - Macbeth – Jacqueline Durran - Sado – Hyun-seob Shim | |

### Televize
| Nejlepší seriál (drama) | Nejlepší seriál (muzikál nebo komedie) |
| --- | --- |
| Volejte Saulovi - American Crime - Mr. Robot - Bloodline - Fargo - Narcos - Ray Donovan | Silicon Valley (remíza) - Brooklyn 99 (remíza) - Nezdolná Kimmy Schmidt - Jane the Virgin - Sex & Drugs & Rock & Roll - Viceprezident(ka) |
| Nejlepší limitovaný seriál | Nejlepší televizní film |
| Pot a slzy - The Book of Negroes - Saints & Strangers - Najděte mi hrdinu - Wolf Hall | Stockholm, Pennsylvania - Bessie - Proč zabili Ježíše - Rozervaná duše |
| Nejlepší herec (drama) | Nejlepší herečka (drama) |
| Dominic West jako Noah Solloway – Aféra - Bob Odenkirk jako Jimmy McGill – Volejte Saulovi - Liev Schreiber jako Ray Donovan – Ray Donovan - Rami Malek jako Elliot Alderson – Mr. Robot - Timothy Hutton jako Russ Skokie – American Crime - Kyle Chandler jako John Rayburn – Bloodline                                                                                   | Claire Danes jako Carrie Mathison – Ve jménu vlasti - Felicity Huffmanová jako Barbara Hanlon – American Crime - Tatiana Maslany ve více rolích – Orphan Black - Kirsten Dunst jako Peggy Blumquist – Fargo - Lady Gaga jako Elizabeth Johnson – American Horror Story: Hotel - Robin Wright jako Claire Underwood – Dům z karet                                                  |
| Nejlepší herec (muzikál nebo komedie) | Nejlepší herečka (muzikál nebo komedie) |
| Jeffrey Tambor jako Maura Pfefferman – Transparent - Thomas Middleditch jako RIchard Hendriks– Silicon Valley - Will Forte jako Phil Miller – Poslední chlap na Zemi - Louis C.K. jako Louie – Louie - Colin Hanks jako Greg Short – Rodinka na kousky - Chris Messina jako Dr. Danny Castellano – The Mindy Project                                                        | Taylor Schilling jako Piper Chapman – Holky za mřížemi - Jamie Lee Curtis jako děkanka/Dr. Cathy Munsch – Scream Queens - Julia Louis-Dreyfus jako prezidentka Selina Meyer – Viceprezident(ka) - Amy Poehlerová jako Leslie Knope – Parks and Recreation - Gina Rodriguez jako Jane Gloriana Villanueva – Jane the Virgin - Lily Tomlin jako Frankie Bergstein – Grace a Frankie |
| Nejlepší herec (minisérie nebo TV film) | Nejlepší herečka (minisérie nebo TV film) |
| Mark Rylance jako Thomas Cromwell – Wolf Hall - Martin Clunse jako Arthur Conan Doyle – Arthur & George - Michael Gambon jako Howard Mollison – Prázdné místo - Oscar Issac jako Nick Wasicsko – Najděte mi hrdinu - Damian Lewis jako Jindřich VIII. Tudor – Wolf Hall - Ben Mendelsohn jako Danny Rayburn – Bloodline - David Oyelowo jako Peter Snowden – Rozervaná duše | Sarah Hay jako Claire Robbins – Pot a slzy - Samantha Bond jako Frances Barden – Home Fires - Claire Foy jako Anne Boleynová – Wolf Hall - Queen Latifah jako Bessie Smith – Bessie - Cynthia Nixonová jako Marcy Dargon – Stockholm, Pennsylvania |
| Nejlepší herec ve vedlejší roli | Nejlepší herečka ve vedlejší roli |
| Christian Slater jako Mike Ehrmantraut – Volejte Saulovi - Jonathan Banks – Volejte Saulovi - Peter Dinklage jako Tyrion Lannister – Hra o trůny - Elvis Nolasco jako Carter Nix – American Crime - Michael K. Williams jako Jack Gee – Bessie | Rhea Seehorn jako Kim Wexler – Volejte Saulovi - Catherine Keener jako Mary Dorman – Najděte mi hrdinu - Regina Kingová jako Aliyah Shadeed – American Crime - Helen McCrory jako Evelyn Poole – Penny Dreadful - Mo'Nique jako Ma Rainey – Bessie - Julie Waltersová jako Cynthia Coffin – Bouřlivé léto v Britské Indii                                                         |
| Nejlepší žánrový seriál | |
| Živí mrtví - American Horror Story: Hotel - Hra o trůny - Humans - Into the Badlands - Jonathan Strange & Mr Norrell - Pozůstalí - Orphan Black - Penny Dreadful | |